# 11 O’Clock Tick Tock

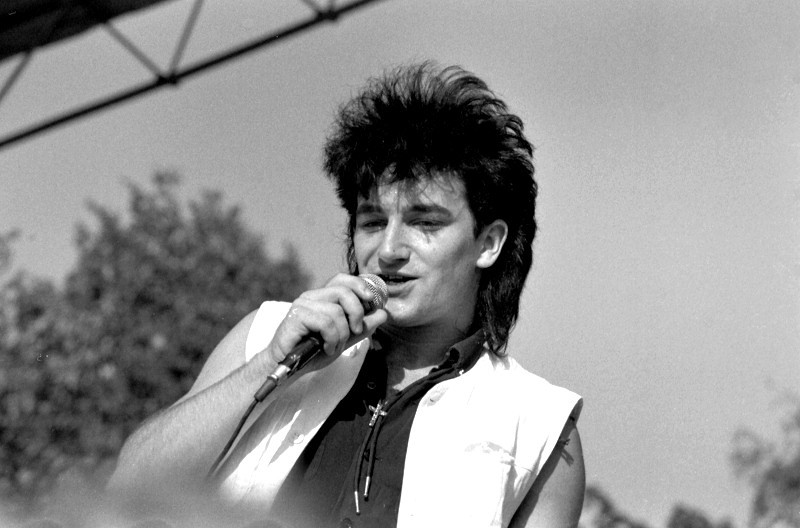
Sänger Bono (1983)

11 O’Clock Tick Tock ist ein Lied von U2. Er wurde am 16. Mai 1980 als Single veröffentlicht und von Martin Hannett produziert. Er folgte auf ihre Debüt-EP Three und die Single Another Day. Es war die erste Veröffentlichung der Gruppe bei Island Records.
11 O’Clock Tick Tock erreichte bei der Veröffentlichung keine Hitparadenposition, aber der Song erreichte im Januar 1984 Platz 30 der Billboard Mainstream Rock Songs, nachdem er einige Monate zuvor auch auf dem Live-Album Under a Blood Red Sky der Band erschienen war. 2020 erreichte der Song Platz 69 der irischen Singles Chart, nachdem er zum Record Store Day anlässlich seines 40-jährigen Jubiläums neu aufgelegt wurde.

## Produktion
Nachdem Island U2 im März 1980 unter Vertrag genommen hatte, empfahl das Label der Band, mit Martin Hannett zu arbeiten, da sie glaubten, er könne ihre Studioaufnahmen verbessern, ohne die Energie ihrer Live-Auftritte zu verlieren. Hannett produzierte die Post-Punk-Band Joy Division laut U2-Sänger Bono damals die Lieblingsband der Band. Hannett reiste im April 1980 nach Dublin, um 11 O’Clock Tick Tock in den Windmill Lane Studios aufzunehmen. Die Gruppe war beeindruckt von Hannetts technisch innovativer Produktion, die Zusammenarbeit mit ihm war aber schwierig. Sie hielten ihn für eine exzentrische Persönlichkeit und glaubten, dass er ihrer Musik seinen unverwechselbaren Produktionsstil aufgedrückt hatte. Obwohl Hannett für die Produktion von U2s Debütalbum Boy in Betracht gezogen wurde, entschied sich die Band schließlich, stattdessen Steve Lillywhite zu engagieren, mit dem eine langjährige Arbeitsbeziehung begann.

## Aufnahme
Windmill Lane-Toningenieur Kevin Moloney nannte es eine „wilde, wilde Session“ und sagte, Hannett werde seinem Ruf als „verrücktes Genie“ gerecht. Der Produzent machte während der Session kreative Dinge mit der Elektronik, die die Band noch nie zuvor gehört hatte. Er war besessen von den Details und bestand darauf, dass jeder Sound isoliert und separat aufgenommen wurde. Moloney war der Meinung, dass die Band durch Hannetts exzentrische Persönlichkeit und Einstellung „ausgeflippt“ war. Sie verdächtigten ihn, im Studio LSD zu nehmen; einmal fiel Hannett rückwärts aus seinem Stuhl und rief: „Jesus Christus! Ich habe gerade eine Gewürzgurke halluziniert!“.
Die Gruppe war während der Session nervös, da sie noch nie zuvor in einem Studio mit einem richtigen Produzenten aufgenommen hatte. Clayton glaubt, dass sich diese Nervosität auf die Leistungen der Band auswirkte. Vor allem die Rhythmusgruppe hatte Probleme, in einem gleichmäßigen Tempo zu spielen, da sie während des Songs immer wieder beschleunigte. Hannett bat den Schlagzeuger Larry Mullen Jr., einen Click-Track zu verwenden, um im Takt zu bleiben, aber Mullen war sich nicht sicher, ob er mit einem solchen spielen konnte, da er dies noch nie zuvor getan hatte. An einem Punkt sagte Hannett zum Gitarristen The Edge: „Was sollen wir nur tun? Es ist drei Uhr morgens und die Rhythmusgruppe kann nicht im Takt spielen!“ Während der Session konfrontierte die Dubliner Band The Atrix U2 im Studio und beschuldigte sie, das Gitarrenriff von 11 O’Clock Tick Tock aus ihrem Song Treasure on the Wasteland zu plagiieren. Nachdem The Atrix das Studio verlassen hatten, waren U2 in schlechter Stimmung und wussten nicht, wie sie die Situation bereinigen sollten.
Nach der Fertigstellung des Backing-Tracks wollte Hannett den Gesang aufnehmen und mit dem Abmischen beginnen, aber The Edge war der Meinung, dass sie „noch ein bisschen mehr machen könnten“ und schlug vor, zusätzliche Gitarrenparts aufzunehmen. Hannett war verblüfft, sagte The Edge aber, er solle weitermachen. Der Gitarrist betrat den Aufnahmeraum, ohne zu wissen, was er spielen würde, und improvisierte eine Harmonie zum Hauptgitarrenriff. Hannett war von dieser Ergänzung begeistert und sagte: „Gott, das klingt wie Blech. Ich liebe es!“

## Text und Musik
Der Titel 11 O’Clock Tick Tock stammt von einer Notiz, die Bonos Freund Gavin Friday an der Haustür von Bonos Haus hinterließ, nachdem er ihn eines Abends telefonisch nicht erreichen konnte. Der Text des Liedes wurde von Bonos Erfahrung bei einem The-Cramps-Konzert im Electric Ballroom in London inspiriert, wo er vom Balkon aus eine „leblose, goth-artige“ Menge beobachtete. Der Anblick desillusionierte ihn: „In ihren Gesichtern war eine Verlorenheit zu erkennen. Es war dieses düstere Make-up, weißes Gesicht, dunkle Augen… es fühlte sich an wie das Ende der Welt.“
In den harmonischen Gitarrenteil gegen Ende des Liedes ist der dritte Viertelton des Westminster-Quartals vom Big-Ben-Uhrenturm am Palace of Westminster in London eingearbeitet.